# Agroeca

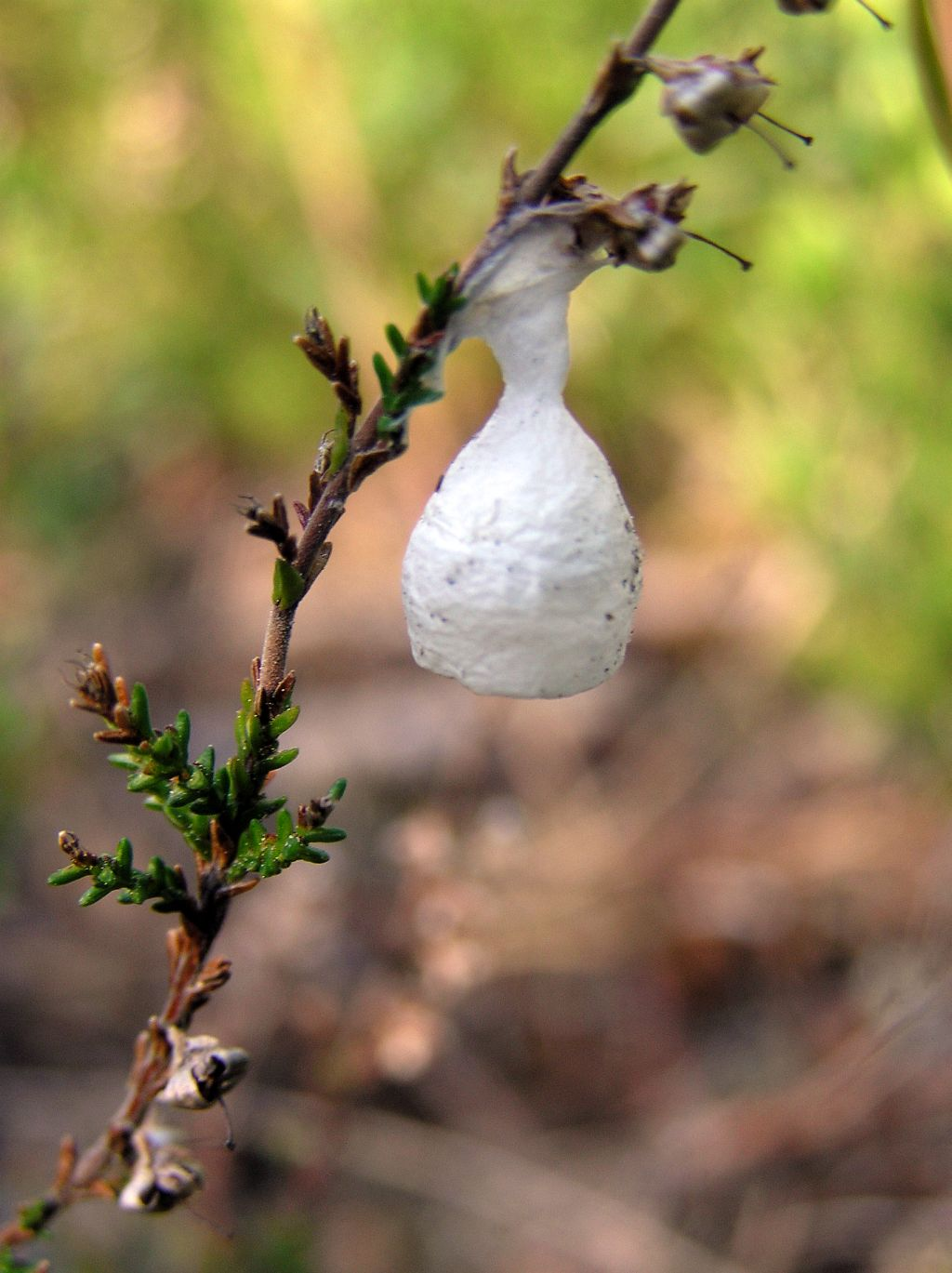
Sac d'ous d' A. brunnea

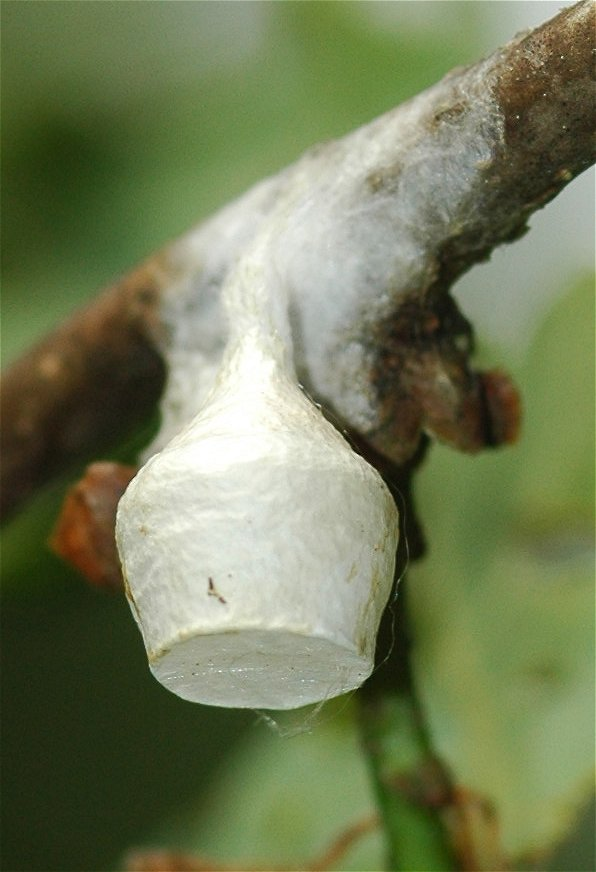
Sac d'ous d' A. brunnea

Agroeca és un gènere d'aranyes araneomorfes de la família dels família dels liocrànids (Liocranidae). Fou descrit per primera vegada l'any 1861 per Nicolao Westring.

## Distribució
Les espècies d'aquest gènere es distribueixen per la zona holàrtica, excepte A. aureoplumata que es troba a Colòmbia i A. dubiosissima al Perú. A Europa tenen una àmplia distribució: A. cuprea, A. brunnea, A. dentigera, A. inopina A. lusatica i A. proxima. Més acotada al sud d'Europa i a Espanya, A. annulipes.

## Espècie
Segons el World Spider Catalog amb data de desembre de 2018 hi ha les següents espècies del gènere Agroeca:
- Agroeca agrestis Ponomarev, 2007 — Kazakhstan
- Agroeca annulipes Simon, 1878 — Espanya, Còrsega, Sardenya, Marroc, Algèria
- Agroeca aureoplumata Keyserling, 1879 – Colòmbia
- Agroeca bonghwaensis Seo, 2011 — Corea
- Agroeca brunnea Blackwall, 1833 — Paleàrtic
- Agroeca coreana Namkung, 1989 — Rússia, Corea, Japó
- Agroeca cuprea Menge, 1873 — Europa a Àsia central
- Agroeca debilis O. P.-Cambridge, 1885 — Yarkand
- Agroeca dentigera KulczyńEsquí, 1913 — Europa, Rússia
- Agroeca dubiosissima Bri, 1908 — Perú
- Agroeca flavens O. P.-Cambridge, 1885 — Yarkand
- Agroeca gangotrae Biswas  &  Roy, 2008 — Índia
- Agroeca guttulata Simon, 1897 — Àsia central
- Agroeca inopina O. P.-Cambridge, 1886 — Europa, Algèria
- Agroeca kamurai Hayashi, 1992 — Japó
- Agroeca kastoni Chamberlin & Ivie, 1944 — EUA
- Agroeca lusatica L. Koch, 1875 — Europa a Kazakhstan
- Agroeca maculata L. Koch, 1879 — Rússia, Kazakhstan
- Agroeca maghrebensis Bosmans, 1999 — Marroc, Algèria, Tunísia
- Agroeca makarovae Esyunin, 2008 — Rússia
- Agroeca minuta Bancs, 1895 — EUA
- Agroeca mongolica Schenkel, 1936 — Mongòlia, Xina, Corea
- Agroeca montana Hayashi, 1986 — Xina, Japó
- Agroeca ornata Bancs, 1892 — EUA, Canadà, Alaska, Rússia
- Agroeca parva Bosmans, 2011 – Grècia, Turquia, Israel
- Agroeca pratensis Emerton, 1890 — EUA, Canadà
- Agroeca proxima O. P.-Cambridge, 1871 — Europa, Rússia (espècie tipus)
- Agroeca spinifera Kaston, 1938 — EUA
- Agroeca trivittata Keyserling, 1887 — EUA